# (21556) Christineli
(21556) Christineli (1998 QE71) – planetoida z grupy pasa głównego asteroid okrążająca Słońce w ciągu 3,71 lat w średniej odległości 2,4 j.a. Odkryta 24 sierpnia 1998 roku.